# Corta (hipoteca)
Una corta en las hipotecas inmobiliarias se refiere a las ventas cortas, que se realizan cuando un deudor le ofrece al banco y el banco acepta menos de lo que se le debe para cancelar una hipoteca moratoria. La probabilidad de que el acreedor acepte la decisión se basa en varios factores. La conclusión de la evaluación de una propuesta de venta corta es siempre la mitigación de pérdidas. El banco verá en cada caso si les conviene aceptar o renegociar propuesta de un venta corta. Los bancos por la mayoría rechazan grandes pérdidas y consideran pequeñas pérdidas. 
Si el banco considera que ellos pueden recuperar más dinero si proceden a rematar la propiedad por sí mismos, se negarán a la venta corta.
Un prerrequisito es que el valor de la propiedad se haya devaluado o que el mercado de inmobilarios esté deprimido para que esta opción de ventas tenga viabilidad.

## Proceso
Se tiene que hacer una oferta para saldar o cancelar una hipoteca con deficiencias. Normalmente el propietario intenta vender su propiedad al ver que no puede pagar la mensualidad. El proceso incluye una carta explicando o justificando porqué el banco tiene con considerar una pérdida. También el deudor tiene que incluir información de su estado financiero que demuestre la incapabilidad de saldar o mantener la deuda. El banco en muchos casos ordena una evaluación independiente del valor de la propiedad para verificar la devaluación.